# Марта Кубишова
Марта Ку̀бишова (на чешки: Marta Kubišová) е родена на 1 ноември 1942 г. в Ческе Будейовице). Тя е чешка певица. Става една от най-популярните певици в Чехословакия по времето на Пражката пролет през 1968 г. Най-известната и песен е „Молитва за Марта“.
През 1967 г. печели наградата Златен славей. Песента ѝ „Молитва за Марта“ става символ на съпротивата срещу окупацията на страната от войските на Варшавския договор през 1968 година. По време на Пражката пролет тя прави над 200 записа и записва албума „Песни и балади“ (издаден през 1969 г.), който веднага е забранен от властите. През 1970 г. правителството я обвинява под измислен претекст, че снима порнографски снимки и ѝ забранява изнасянето на концерти в страната до 1989 година. Марта Кубишова е един от 44-мата говорители на Харта 77. Първите ѝ албуми след Нежната революция през 1989 г. са преиздаване на „Песни и балади“ и компилация от стари песни, озаглавени „Лампа“.

## Биография
Марта е родена на 1 ноември 1942 г. в Ческе Будейовице, баща ѝ е кардиолог, майка ѝ – домакиня, която по-късно продава записи на улица „Челетна“ в Прага. През 1952 г. семейството се премества в Подебради. Изявява желанието си, след завършване на гимназията да започне да следва висше образование. Започва работа  във фабриката за стъкло в Подебради. Певческата ѝ кариера започва с танцова група, която изнася представления в Нимбурк в следобедните сесии. През 1961 г. тя стига до финала в състезанието „Търсим нови таланти“. През 1962 г. губи работата си във фабриката за стъкло и участва в прослушвания за „Стоп театър“ в Пардубице.
През 1963 г. се премества в Театър Алфа в Пилзен, за да участва в представленията на Black Dream, постановка на Лудвик Ашкенази. През декември 1965 г. започва да си сътрудничи с Вацлав Некарж и Хелена Вондрачкова, догато се подготвя за спектаклите на „В очакване на славата“. През 1967 г. печели конкурса „Златен славей“. Песента „Молитва за Марта“, по текст на Петър Рада, става символ на националната съпротива срещу окупацията на войските на Варшавския договор през 1968 година. На 1 ноември същата година тя се присъединява към Некарж и Вондрачкова за създаването на популярната група „Златните деца“. През 1969 г. Марта печели втората си награда „Златен славей“ и се омъжва за филмовия режисьор Ян Немец. Година по-късно тя печели „Златен славей“ за трети път, но трябва да получи наградата си тайно в кабинета на списание „Младият свят“, поради започването на политиката на нормализация в страната. Последното представление на „Златните деца“ се състои на 27 януари 1970 г. в Острава.
През февруари 1970 г. правителството забранява на Марта Кубишова да изнася представления в страната под претекст за предполагаема порнография, основаващ се на три фалшифицирани фотомонтажа като доказателство. Тя съди директора на звукозаписното дружество Supraphon, Храбал, за клевета и въпреки че печели делото, правата ѝ са напълно възстановени едва 20 години по-късно, след падането на комунистическия режим в Чехословакия през 1989 г. През това време тя изнася само тайни представления, на които публиката е канена единствено с лични покани. В края на 80-те години тя се явява на прослушване за певица на групата „Пластмасовите хора на Вселената“, но и това ѝ е забранено от тайната полиция.
През 1971 г. тя претърпява спонтанен аборт в осмия месец на бременността си и преживява клинична смърт. Омъжва се за режисьора Ян Моравец след развода си с Ян Немец, който емигрира в САЩ. След подписването на Харта 77, следенето ѝ и наблюдението от страна на комунистическата държавна тайна полиция се увеличава. От 1977 до 1978 г. тя е говорител на Харта 77.
На 1 юни 1979 г. Марта ражда дъщеря си Катержина. На 10 декември 1988 г., след дълго отсъствие от обществеността, тя се появява на демонстрация по повод 40-а годишнина от Всеобщата декларация за правата на човека, по време на която пее химна на Чехословакия. На 22 ноември 1989 г., по време на Нежната революция, певицата изпълнява „Молитва за Марта“ и чехословашкия национален химн от балкон на Вацлавския площад.
По-късно последва преиздаването на „Песни и балади“, а през 1990 г. Марта се завръща в студиото и на сцената. На 2 юни 1990 г. изпълнява известното шоу „Марта в Люцерн“, за което е удостоена със „Златен славей“ през 1970 година. Музиката е изпълнена от групата „Енергит“ и режисирана от Любош Андерщ, с когото тя след това изнася 60 концерта в Чехословакия, Япония, Париж и Берлин. Две години по-късно тя участва с Вондрачкова и Некарж в повторното създаване на „Златните деца“. На 28 октомври 1995 г. Марта Кубишова получава държавна награда Медал за заслуги от президента Вацлав Хавел. През 1995 г. Адам Георгиев издава биографията ѝ, „Хвани Слънцето“. На 7 март 1998 г. певицата е удостоена с Почетен медал на Томаш Масарик на церемония в балната зала на Пражкия замък. През октомври 2002 г. певицата е наградена с отличието „Свети Вацлав“. Три години по-късно е публикувана втората ѝ биографична книга, „Може би сам Бог го искаше“, написана от Любош Нечас.
В продължение на няколко години Марта редовно подготвя рецитали за сцената на пражкия театър „Унгелт“. Там тя също така се появява в камерния мюзикъл „По-добре да се сбогуваме в неделя“ и получава наградата „Талия“ за изпълнението си. През 2005 г. издава албум, „Добре дошла, любов“, пълният текст на който е написан от Джон Шнайдер. През 2008 г. Supraphon издава първото ѝ DVD.
През 2011 г. на Международния театрален фестивал DEMOLUDY в Олщин, Полша е представена пиеса на Малгожата Шикорска-Мишчук, базирана на живота на Марта Кубишова.
На 1 януари 2018 г. певицата получава държавната награда на Словакия Орден на Белия двоен кръст (II степен) от президента на страната Андрей Киска.

## Дискография

### Със „Златните деца“
1. Micro magic circus (Supraphon, 1969)
2. Golden Kids 1 (Supraphon, 1970)

### Индивидуално
1. Songy a balady (1969, 1996)
2. Lampa (1990)
3. Někdy si zpívám (1991)
4. Songy a nalady (1993)
5. Reka vuni (1995)
6. Singly 1 (1996)
7. Buh vi (1996)
8. Nechte zvony znít (Singly 2) (1997)
9. Dejte mi kousek louky (Singly 3) (1998)
10. Modlitba (Singly 4) (1999)
11. Marta Kubisova v Ungeltu (1999)
12. Tajga Blues (Singly 5) (2000)
13. Ja jsem ja (2004)
14. Vitej, lasko (2005)
15. Vyznani (2010)
16. Touha jmenem Einodis (2013)
17. Magicky hlas rebelky (2014)
18. Soul (2016)

## Филми и телевизия
1. Pátrání po Ester (2005)
2. Kameňák 2 (2004)
3. Zdivočelá země II (2001)
4. Zpověď Ungelt (2000)
5. Noční hovory s matkou (1999)
6. Stalo se na podzim (1994)
7. Hodnota tváře (1992)
8. Zvláštní bytosti (1990)
9. Vražda ing. Čerta (1970)
10. Proudy lásku odnesou (1969) (TV)
11. Bylo čtvrt a bude půl (1968)
12. Kulhavý ďábel (1968)
13. Gramo / Hit 68 (1968) (TV)
14. Náhrdelník melancholie – Sedm písní Marty Kubišové (1968)
15. Jak se krade milión (1967)
16. Píseň pro Rudolfa III. (1967)
17. Mučedníci lásky (1966)
18. Vysílá studio A (1966)
19. Revue v mlze (1966)